# Alain Dzukam Simo
 (mars 2025).
Motif : Aucune source secondaire centrée
- Archive Wikiwix
- Bing
- Cairn
- DuckDuckGo
- E. Universalis
- Gallica
- Google
- G. Books
- G. News
- G. Scholar
- Persée
- Qwant
- (zh) Baidu
- (ru) Yandex
- (wd) trouver des œuvres sur Wikidata

| 1. | Préciser le motif de la pose du bandeau. | Précisez le motif de la pose du bandeau en utilisant la syntaxe suivante : {{admissibilité à vérifier\|date=avril 2025\|motif=remplacez ce texte par le motif}}                        |
| 2. | Informer les utilisateurs concernés.     | Pensez à avertir le créateur de l'article, par exemple, en insérant le code ci-dessous sur sa page de discussion : {{subst:avertissement admissibilité à vérifier\|Alain Dzukam Simo}} |

Alain Dzukam Simo, né au Cameroun dans les années quatre vingt, est un acteur et réalisateur camerounais basé et établi en France.

## Biographie
Le 6 juillet 1993 marque véritablement son entrée dans l'univers du 7ème art. Tout d'abord il fait ses classes avec la création de la compagnie Printemps des comédiens /Parc du domaine d'O à Montpellier. La pièce théâtrale "Viens on s'en va"  est une conception et une mise en scène de Richard Martin avec pour responsable de la chorégraphie Gérard Goudot. Dans la représentation effective de cette œuvre de l'esprit, il sera assisté de Saïdou Abatcha, Serge Clairicia, Sophie Ange, Adi Bakary, Brahim Chergui, Abdou Joma Chergui, Asli Icozu et Soulemane Bakary.
"Pourquoi j'ai mangé mon père" est une féerie pour poupées et acteurs de Claudine Galea et du dramaturge Yves Borrini d'après Roy Lewis (The Evolution Man). De fait, c'est une création de la compagnie les 4 saison du Revest/Maison des Comoni( Le Revest-les-Eaux) en date du 03 mai 1994.
Par ailleurs, cette représentation théâtrale et marionnettiste dans laquelle il joue, est une scénographie de Marius Rech accompagné de Jean Jacques Elangue à la musique. Et tout ceci sans toutefois oublier les autres figurants à l'instar de : Hélène Beleck, Maryse Courbet, Jean Miingele, Sylvie Osman, Anne Rejony et Thierry Zinn.

## Filmografie
-L'envers du décor (2020)
-Moi,maman, ma mère et moi (2018)
-L'art du crime (2017)
-Fais pas ci, fais pas çà (2016)
-Au service de la France (2015)
-Ainsi soient-ils (2015)
-L'annonce (2015)
-Faim (2015)
-Tu es si jolie ce soir (2014)
-Hippocrate (2014)
-Ça ne peut pas continuer comme ça (2012)
-Les bleus: premiers pas dans la police (2010)
-Quand la ville mord (2009)
-Suite noire (2009)
-P.J (2004 à2009) 
-Eden à l'ouest (2009)
-Tsunami (2008)
-Groupe flag (2008)
-Les Saignantes (2005)
-Papa (2005).